# سبزليكه سوارعلي (تشيلو)
سبزليكه سوارعلي (بالفارسية: سبزلیکه سوارعلی) هي منطقة سكنية تقع في إيران في قسم تشيلو الريفي. يقدر عدد سكانها بـ 37 نسمة بحسب إحصاء 2016.